# Ralph Rose
Ralph Waldo Rose, ameriški atlet, * 17. marec 1884, Buchanan, Kalifornija, ZDA, † 16. oktober, 1913, San Francisco, ZDA.
Rose je v svoji karieri nastopil na treh poletnih olimpijskih igrah v atletiki. Na igrah leta 1904 v Antwerpu je osvojil naslov olimpijskega prvaka v suvanju krogle z dolžino 14,81 metra. Osvojil je še srebrno medaljo v metu diska in bronasto v metu kladiva. Na igrah leta 1908 je ubranil naslov olimpijskega prvaka v suvanju krogle, na igrah leta 1912 v Stockholmu pa je postal olimpijski prvak v dvoročnem suvanju krogle in podprvak v suvanju krogle. 21. avgusta 1909 je postavil prvi uradno priznani svetovni rekord v suvanju krogle s 15,54 m. Rekord je veljal do maja 1926, ko ga je izboljšal Emil Hirschfeld.